# Gullfjellet
El  Gullfjellet (montaña de oro en noruego) es la montaña más alta del municipio de Bergen en el oeste de Noruega. Se encuentra entre los municipios de Bergen y Samnanger en Hordaland. El nombre «Gul» es la denominación antigua para viento fuerte.
El lago Svartavatnet está 400 m al oeste de la montaña.